# Richard Torrez
Richard Torrez junior (* 1. Juni 1999 in Tulare, Kalifornien) ist ein US-amerikanischer Profiboxer mexikanischer Abstammung im Schwergewicht.

## Amateurkarriere
Richard Torrez ist 188 cm groß und Rechtsausleger. Er trainierte im Tulare Athletic Boxing Club und dem US Olympic Training Center in Colorado Springs. Er begann im Alter von vier Jahren mit dem Boxsport und bestritt im Alter von acht Jahren seinen ersten Kampf. Trainiert wurde er unter anderem von seinem Vater Richard Torrez senior und dem Nationaltrainer Billy Walsh.
Er wurde 2014 und 2015 US-amerikanischer Juniorenmeister, sowie 2016 US-amerikanischer Jugendmeister, zudem gewann er eine Bronzemedaille bei den Jugend-Weltmeisterschaften 2016 in Sankt Petersburg.
Bei den Erwachsenen gewann er 2017 und 2018 die US-Meisterschaften, sowie 2017 auch die National Golden Gloves.
Bei den Panamerikanischen Spielen 2019 in Lima gewann er eine Bronzemedaille, nachdem er im Halbfinale knapp mit 2:3 gegen den Kubaner Dainier Peró ausgeschieden war. Er war daraufhin für die Weltmeisterschaften 2019 in Jekaterinburg qualifiziert, wo er Satish Kumar und Marko Milun besiegen konnte, ehe er im Viertelfinale von Bahodir Jalolov ausgeknockt wurde und einen fünften Platz erreichte.
Aufgrund der COVID-19-Pandemie wurde das für Mai 2021 geplante amerikanisch-kontinentale Olympiaqualifikationsturnier in Buenos Aires abgesagt und stattdessen eine Qualifikation aufgrund der kontinentalen Ranglistenplatzierung beschlossen, was Torrez als Nummer 1 der Rangliste einen Startplatz sicherte. Er wurde somit nach Bob Mathias und Sim Iness der bislang dritte Olympionike aus Tulare und der erste US-Superschwergewichtsboxer bei Olympischen Spielen seit 2012. Vor den Olympischen Spielen betrug seine Kampfbilanz 151 Siege in 160 Kämpfen.
Bei den 2021 in Tokio ausgetragenen Olympischen Spielen besiegte er im Achtelfinale Chouaib Bouloudinats (5:0) und im Viertelfinale diesmal auch Dainier Peró (4:1), womit er ins Halbfinale einzog und sich damit bereits eine Olympiamedaille sicherte. Beim Kampf um den Finaleinzug besiegte er dann Qamschybek Qongqabajew vorzeitig in der dritten Runde.
Im Kampf um Gold im Superschwergewicht unterlag er gegen den Usbeken Bahodir Jalolov mit 0:5. Es handelte sich um die erste Olympiamedaille eines US-Boxers in dieser Gewichtsklasse seit der Silbermedaille von Riddick Bowe im Jahr 1988.

### Weitere Erfolge
- Oktober 2020: 1. Platz BoxAm Tournament in Spanien[19]
- Februar 2019: 1. Platz Strandja Tournament in Bulgarien[20]
- Juni 2018: 1. Platz Chemiepokal in Deutschland[21]
- August 2017: 1. Platz Brandenburg Cup (Jugend) in Deutschland[22]

## Profikarriere
Im November 2021 wurde Torrez von Top Rank unter Vertrag genommen und gewann sein Profidebüt am 4. März 2022 im kalifornischen Fresno durch KO in der zweiten Runde gegen Allen Melson.

## Herkunft und Familie
Sein Urgroßvater Juan Torrez kam 1920 aus dem mexikanischen Fresnillo in die Vereinigten Staaten. Sein Großvater Manuel Torrez war Boxer, ebenso sein Vater Richard Torrez, der es in die US-Olympiaqualifikation 1984 schaffte.
Richard Torrez junior ist Absolvent der Mission Oak High School in Tulare.